# 刚姓
剛姓為中文姓氏之一。第一个渊源：源于地名，出自战国时期齐国刚邑，属于以居邑名称为氏。第二个渊源：源于鲜卑族，出自北魏时期侯伏侯氏（胡引氏）人侯刚，属于以帝王赐名为氏。第三个渊源：源于各民族变姓，属于汉化改姓为氏。当代刚氏族人主要分布在山东、陕西、辽宁等省，另外在满、蒙古、锡伯等民族中也有一些人以刚为姓氏。